# Григориево-Пельшемский Лопотов монастырь
Григориево-Пельшемский Лопотов Богородицкий монастырь — православный монастырь в окрестностях города Кадникова на реке Пельшеме. В настоящее время является недействующим.

## История
Основан преподобным Григорий Пельшемским, который в 1426 году пришёл на берега реки Пельшемы. Здесь на месте будущей обители он установил крест и построил келью. Вскоре к нему присоединился иерей Алексий, принявший постриг с именем Александр (он стал вторым игуменом созданного Григорием монастыря). От ростовского епископа Ефрема было получено благословение на создание обители. В монастыре была построена церковь в честь Собора Пресвятой Богородицы.
После смерти Григорий был погребён в основанном им монастыре (мощи хранились под спудом, на раке были выложены вериги святого — железная полумантия и железная кольчатая рубашка).
В 1764 году монастырь был оставлен за штатом, управлялся архимандритами.
В 1831—1833 годах настоятелем монастыря был Игнатий Брянчанинов, в будущем святитель, в 1888—1890 годах — иеромонах Антоний (Быстров), впоследствии архиепископ Архангельский (в 1931 году советской властью замученный в тюрьме).
В 1926 году монастырь был закрыт, здания находятся в руинах.